# Gologorički Dol
Gologorički Dol is een plaats in de gemeente Cerovlje in de Kroatische provincie Istrië. De plaats telt 84 inwoners (2001).